# Coccoloba pauciflora
Coccoloba pauciflora là một loài thực vật có hoa trong họ Rau răm. Loài này được Urb. mô tả khoa học đầu tiên năm 1912.